# Испанско-американска война
Испанско-американската война (на английски: Spanish-American War; на испански: Guerra Hispano-Estadounidense) е военен конфликт, започнал на 21 април 1898 година между САЩ и Кралство Испания по повод въстанието на остров Куба.

## Предистория
В края на януари 1898 г. в Хавана, Куба (тогава владение на Испания), акостира крайцерът на САЩ „Мейн“, за да защитава американските граждани от започващото срещу испанците въстание. На 15 февруари в 21:40 на борда на крайцера избухва мощен взрив. Последващият анализ показва, че повече от 5 тона барутни заряди в носовите артилерийски погреби детонират едновременно, което унищожава носа на кораба. Останките на кораба бързо потъват в пристанището. Тъй като било нощ, по-голямата част от екипажа почивала в кубриците, разположени в носовата част, и катастрофата отнема 266 човешки живота (над 2/3 от екипажа). Старшите офицери оцеляват само заради това, че каютите им били на кърмата – най-далеч от взрива.
Гибелта на „Мейн“ предизвиква вълна от недоволство в американското общество против испанците. Радикалите считали, че крайцерът е унищожен от испанска мина, която тайно е качена на крайцера през нощта. Тази версия е силно застъпена в американската пропаганда в навечерието на войната с Испания.
Потъването на „Мейн“ осигурява мотив на САЩ да наложат военноморска блокада над Куба, което провокира Испания да декларира положение на война. Президентът Уилям Маккинли обявява война на старото кралство и американския флот се насочва към бреговете на Куба.

## Ход на войната
Последвалият конфликт излиза извън границите на острова. Испания разполага със зле подготвен гарнизон в Куба, който бързо е пометен от американските сили. Последва атака на САЩ над друга испанска колония – Пуерто Рико. Войната бързо се разраства и от Карибския басейн се пренася в Тихия океан. Американците се съсредоточават върху Филипините, целейки да ги изземат от Испания, а кратко след това и върху остров Гуам.

## Последици от войната
Войната завършва на 12 август 1898 година, като е спечелена от САЩ. В резултат Кралство Испания губи богатите си колонии Куба, Пуерто Рико, Гуам и Филипинските острови, които минават под суверенитета на САЩ. Испания получава компенсация от страна на САЩ в размер на 20 млн. долара.
След войната САЩ анексират о-в Уейк, Хавайските острови и архипелага Самоа. След тази война САЩ се превръщат в империя и стават една от Великите сили. Това е първата война, която САЩ водят извън пределите на континента.